# Академическая музыка XX века
Академическая музыка XX века — академическая музыка, созданная между 1901 и 2000 годами. Этот период характеризуется огромным разнообразием музыкальных стилей и не имеет одного, преобладавшего на всём его протяжении, музыкального течения. Инновационные тенденции, характерные для многих направлений музыки XX века, в европейской литературе часто обозначаются понятием «Новая музыка», введённым в 1919 году Паулем Беккером и охватывающим период приблизительно с 1910 года вплоть до современности.

## История
На рубеже XIX и XX веков европейская музыкальная традиция вступила в стадию позднего романтизма. Такие композиторы, как Густав Малер, Рихард Штраус и Ян Сибелиус в своих симфонических произведениях всё дальше отодвигали[куда?] границы пост-романтизма, а во Франции в то же время развивался музыкальный импрессионизм, ярчайшими представителями которого были Клод Дебюсси (хотя сам композитор категорически не принимал термин «импрессионизм» в отношении своих сочинений) и Морис Равель (работавший и в других стилях, не имеющих отношения к импрессионизму).
Постромантизм[что?] и импрессионизм заставили[как?] многих композиторов искать новые средства самовыражения и привели к развитию музыки в неожиданных направлениях. Но единственным по-настоящему существенным нововведением, получившим широкое распространение в XX веке, стал отказ от традиционной тональности. В 1900-е годы многие композиторы предложили свои варианты ухода от классики[что?], что породило беспрецедентное разнообразие стилей, техник и выразительных средств. В Вене Арнольд Шёнберг открыл атональную музыку, которая стала проявлением экспрессионизма, пришедшего в европейское искусство начала XX века на смену импрессионизму. Позднее Шёнберг изобрёл додекафонию, которую в дальнейшем развивали его ученики: Альбан Берг и Антон Веберн. Позднее эту технику углубили и другие композиторы, в частности, Пьер Булез. К додекафонии в поздних произведениях обращался Игорь Стравинский и многие другие, включая даже Скотта Брэдли, использовавшего её в музыке к серии мультфильмов «Том и Джерри».
После Первой мировой войны многие композиторы обращались к музыке прошлого за вдохновением, заимствуя из неё многие элементы: форму, гармонию, мелодию, структуру. Этот стиль музыкальных произведений получил наименование «неоклассицизм». Неоклассические произведения встречаются у таких авторов, как Игорь Стравинский («Пульчинелла», «Симфония псалмов»), Сергей Прокофьев («Классическая симфония»), Морис Равель («Гробница Куперена») и Пауль Хиндемит («Художник Матис»).
Итальянские композиторы, такие как Франческо Балилла Прателла и Луиджи Руссоло, обратились к музыкальному футуризму. Этот стиль предполагал использование повседневного звука в футуристическом контексте. Из этого направления выросла конструктивистская «музыка машин», представленная в произведениях Джорджа Антейла (начиная со Сонаты № 2 «Аэроплан») и Александра Мосолова (в первую очередь, «Музыка машин»). Расширение доступного музыкального словаря происходило также за счёт использования всех доступных тонов в виде микротоновой музыки, использующей интервалы менее полутона. Произведения в этой технике писали Чарлз Айвз, Хулиан Каррильо, Алоис Хаба, Джон Фоулдз, Иван Вышнеградский, Милдред Купер.
В 1940-е и 1950-е годы композиторы, наиболее известным среди которых был Пьер Шеффер, стали привлекать новые технологические достижения. Так появилась конкретная музыка. Позднее все формы подобной музыки были объединены в понятии электроакустическая музыка. Противоположность созданию звука из заранее записанных отрывков стала живая электронная музыка, при исполнении которой музыкант «на лету» меняет звук электроакустического инструмента, используя все доступные устройства: усилители, фильтры, модуляторы. Одним из примеров ранней живой электронной музыки является Cartridge Music (1960) Джона Кейджа. Спектральная музыка, основанная на изменении звукового спектра, стала дальнейшим развитием электронной музыки; её пионерами были Жерар Гризе и Тристан Мюрай. Электроакустическую музыку также создавали Лучано Берио, Пьер Булез, Милтон Бэббитт, Луиджи Ноно и Эдгар Варез.
С начала 1950-х годов Джон Кейдж стал использовать в музыке элемент случайности. Процессная музыка, практически отождествляемая с музыкальным минимализмом («Процессия» и «Из семи дней» Карлхайнца Штокхаузена, Piano Phase и Clapping Music Стивена Райха) предложила создавать композиции на основе простейших звуковысотных и ритмических «паттернов», многократно повторяемых и комбинируемых друг с другом. Такая музыка была объединена под термином «экспериментальная музыка» — Кейдж, предложивший его, писал, что такой способ создания произведения является «экспериментом, результат которого нельзя предсказать». Также экспериментальной музыкой принято называть композиции, которые в пределах определённого стиля расширяют его традиционные границы либо возникают на стыке несочетаемых жанров, включают в себя неожиданные, нетрадиционные, новаторские элементы.
На формирование музыкальных направлений этого периода оказывали сильное влияние общие культурные тенденции: романтизм, модернизм, неоклассицизм, постмодернизм и так далее. Игорь Стравинский (балет «Весна священная») и Сергей Прокофьев (балет «Сказка про шута») в ранних произведениях явно тяготели к примитивизму. Дмитрий Шостакович, тяготевший с конца 1920-х годов к модернизму, в 1950-е годы, по мнению МакБёрни, находился под влиянием соцреализма, а по мнению других авторов, оставался модернистом. Другие композиторы, например, Бенджамин Бриттен в «Военном реквиеме», обращались к политическим темам. Важную роль в начале века играл национализм: в частности, под его влиянием формировалась музыкальная культура США, что привело к появлению особого стиля, отражённого в произведениях Чарльза Айвза, Джона Карпентера и, в поздний период, Джорджа Гершвина. Также на академическую музыку оказывали влияние народная музыка (Пять вариаций на тему «Dives and Lazarus» Ральфа Воан-Уильямса, «Соммерсетская рапсодия» Густава Холста) и джаз (Джордж Гершвин, Леонард Бернстайн, «Сотворение мира» Дариюса Мийо).
В последней четверти XX века на передний план вышли музыкальная эклектика и полистилизм. В конце 1970-х появились также два заметных направления: новая сложность и новая простота.